# Gmajnica
Gmajnica – wieś w Słowenii, w gminie Komenda. W 2018 roku liczyła 785 mieszkańców.